# مارک رایان (دوچرخه‌سوار)
مارک رایان (انگلیسی: Marc Ryan؛ زادهٔ ۱۴ اکتبر ۱۹۸۲) دوچرخه‌سوار اهل نیوزیلند است.
وی در مسابقات کشوری و بین‌المللی در مجموع برندهٔ ۱ مدال طلا، ۶ مدال برنز شده‌است.